# Simpang Lukup Badak
Simpang Lukup Badak is een bestuurslaag in het regentschap Aceh Tengah van de provincie Atjeh, Indonesië. Simpang Lukup Badak telt 338 inwoners (volkstelling 2010).